# 万徳院 (江東区)
萬徳院（まんとくいん）は、東京都江東区にある高野山真言宗の寺院。

## 概要
1629年（寛永6年）に創建された。その後、1643年（寛永20年）に現在地に移転した。

## 墓所
当寺の墓地は、下記のごとく力士や行司など大相撲関係者の墓が多く、別名「相撲寺」と呼ばれている。
- 伊勢ノ海(初代～９代)
- 佐渡嶽沢右エ門
- ６代式守伊之助（行司）

## 交通アクセス
- 門前仲町駅より徒歩7分。